# Варга, Евгений Самуилович
Евге́ний Самуи́лович (Е́нё) Ва́рга (венг. Varga Jenő; 6 ноября 1879, Надьтетень — 7 октября 1964, Москва) — советский экономист и педагог, специалист в области политической экономии капитализма и мировой экономики.
Действительный член Академии наук СССР (1939) и Академии наук Украинской ССР (22.02.1939). Лауреат Ленинской премии (1963).

## Биография

### Происхождение и образование
Родился в бедной еврейской семье сельского учителя. Был младшим из восьми детей. С 10-летнего возраста работал в хозяйстве, затем выучился на пекаря.
Окончил Будапештский университет (1909), где изучал историю, экономику и философию, со степенью доктора философии (диссертация была посвящена антиномиям у Канта). Затем также получил диплом учителя истории и географии (1911).

### В венгерском социалистическом движении
В годы учёбы в Будапештском университете серьёзно изучал произведения теоретиков марксизма, участвовал в социал-демократическом движении в Австро-Венгрии и Германии, с 1906 года был членом венгерской социал-демократической партии, примыкал к её левому крылу.
Был постоянным сотрудником и редактором экономического отдела партийной газеты Népszava. Также сотрудничал в теоретических органах социал-демократической печати (Szocializmus, Die Neue Zeit). Развернул активную дискуссию с идеологом австромарксизма Отто Бауэром насчёт инфляции в Австро-Венгрии. Параллельно с разворачиванием теории финансового капитала Гильфердинга в 1910—1914 годах провёл исследование венгерских картелей.
До Первой мировой войны некоторое время поддерживал центристскую позицию в среде европейской социал-демократии, ориентируясь на труды Карла Каутского; в 1914 году осудил её как оппортунистическую и встал на антивоенные позиции Ленина и Люксембург.

### Революции в Венгрии
Участвовал в буржуазно-демократической и социалистической революции в Венгрии. При правительстве Михая Каройи в 1918 году был приглашён профессором политической экономии в Будапештский университет и вошёл в руководство СДПВ. После установления советской власти в стране в 1919 — народный комиссар финансов, а затем председатель Высшего совета народного хозяйства Венгерской советской республики.
После её разгрома войсками адмирала Миклоша Хорти вначале бежал в Австрию (был интернирован в Карлштейне, где подвёл итог опыту хозяйственного строительства Венгерской советской республики в «Проблемах экономической политики при пролетарской диктатуре»), а затем в 1919 г. — с трудностями эмигрировал в Советский Союз.
Принадлежал к группе деятелей крайне левого крыла социал-демократической партии (Енё Ландлер, Йожеф Погань, Енё Хамбургер), после слияния с Партией коммунистов Венгрии в единую Социалистическую партию Венгрии и распада последней после поражения ВСР оставшихся в рядах коммунистов.

### В СССР
В 1920 вступил в ВКП(б). С первых лет существования Коммунистического Интернационала (Коминтерна) был одним из его активных деятелей. Он встречался и переписывался с В. И. Лениным, был делегатом 4, 5, 6-го конгрессов Коминтерна, участником пленумов его Исполкома, на которых выступал с докладами и речами. В 1922—1927 также работал в торговом представительстве при советском посольстве в Берлине.
В начале 1920-х годов пытался дать обоснование командно-административной системе управления экономикой в годы военного коммунизма. Занимался проблемами хозяйственного учёта при социализме, дал отзывы на работы А. В. Чаянова, посвященные этой тематике. Впоследствии целиком посвятил себя изучению политической экономии марксизма.
В 1921—1927 годах — руководитель Статистико-информационного института ИККИ в Берлине (т. н. Бюро Варги).
В 1927—1947 годах — директор Института мирового хозяйства и мировой политики АН СССР (ИМХМП) — научного учреждения, которое, согласно постановлению ЦК ВКП(б) от (1931 года), стало центром исследований и разработок в области мировых экономических и политических проблем. Постоянными «заказчиками» материалов Института были И. В. Сталин, В. М. Молотов, ЦК ВКП(б), Совнарком, Наркоминдел, Наркомвнешторг.
Заслужил уважение Сталина, когда вначале предсказал наступление мирового экономического кризиса 1929—1933 годов (когда большинство аналитиков были уверены в стабилизации капитализма), а затем — его окончание (когда в Коминтерне доминирующей была точка зрения о скором крахе капиталистической системы).
26 января — 10 февраля 1934 года — делегат XVII съезда ВКП(б) с совещательным голосом.
Успешно совмещал научно-исследовательскую и организационную работу в АН СССР: был членом Президиума АН СССР, главным редактором журналов «Мировое хозяйство и мировая политика», «Конъюнктура мирового хозяйства» и «Проблемы политики Китая». В 1931—1937 годах — директор Института красной профессуры мирового хозяйства и мировой политики, созданного в результате реорганизации Института красной профессуры. В 1939—1946 годах был академиком-секретарем Отделения экономики и права. В 1945 году был экспертом советской делегации на Ялтинской и Потсдамской конференциях.
Евгений Варга наряду с Николаем Кондратьевым, Николаем Бухариным и Евгением Преображенским принадлежит к числу первых всемирно известных советских экономистов. Отмечается его вклад в развитие экономической теории: в изучение основных тенденций мирового капиталистического хозяйства (теория и история экономических циклов и кризисов), теории денег, аграрных проблем, мировой экономической конъюнктуры.
В 1946 году, анализируя успехи кейнсианской политики в преодолении результатов «Великой депрессии», в своей работе «Изменения в экономике капитализма после Второй мировой войны» поднял проблему временного смягчения противоречий капиталистической системы с помощью государственного вмешательства в экономику (государственно-монополистический капитализм). В результате в 1947 году деятельность академика Варги и его Института была подвергнута резкой критике в партийной печати (журнал «Большевик»). В том же году решением Политбюро ЦК ВКП(б) Институт был ликвидирован. Его руководство было обвинено в ошибках идеологического характера и неправильной кадровой политике (в рамках начавшейся «борьбы с космополитизмом»). Закрытие Института было связано также с ужесточением внешней политики СССР в связи с начавшейся холодной войной, востребовавшей более агрессивных критиков Запада, чем сотрудники ИМХМП.
В 1955 году подписал «Письмо трёхсот».
После смерти Сталина работал в созданном в 1956 году Институте мировой экономики и международных отношений АН СССР (ИМЭМО), считающемся продолжателем традиций ИМХМП.
Похоронен на Новодевичьем кладбище.
Долгое время Варге приписывалось авторство рукописи ходившей под названиями «Российский путь перехода к социализму и его результаты», «Завещание Варги», содержащей резкую критику сталинизма, в которой в частности утверждалось, что «Советский Союз превратился в государство, в котором полностью правит господствующая бюрократия», однако в 1994 году стало известно, что она была написана не им, а профессором МГУ Г. Н. Поспеловым
В 1989 году, в соответствии с завещанием Е. С. Варги, была вскрыта и опубликована его собственная предсмертная рукопись, содержащая острую критику направления экономического и политического развития советского строя — советскому руководству вменялся отказ от пролетарского интернационализма и бюрократическое перерождение, начавшееся ещё в 1930-е годы и которое привело к советско-китайскому расколу, маоистский Китай ставился в пример «выродившемуся» Советскому Союзу.

## Семья
- Сын — Андрей Евгеньевич Варга (14.03.1913, Будапешт, Австро-Венгрия — октябрь 1941 г.). В 1937 г. кончил Инженерный химико-технологический факультет МХТИ им. Д. И. Менделеева, аспирант ИХТФ. Призван в РККА по мобилизации 25.06.1941. Воентехник II ранга. Пропал без вести в октябре 1941 года. Жена — Челнокова Галина Николаевна.
- Дочь — Мария Евгеньевна Варга (г.р.1923), биолог[18], кандидат биологических наук[19]. 1-й брак — Р.Б.Хесин-Лурье, их сын — Андрей (1944–1965)[20]. 2-й брак — Яков Матвеевич Прессман, (1907—1998), физиолог.
  - Внучка — психолог Анна Яковлевна Варга (род. 1954), кандидат психологических наук, автор книг «Введение в системную семейную психотерапию» (2009) и «Современный ребёнок: энциклопедия взаимопонимания» (2006)[21][22][23].

## Награды, премии, почётные звания
- Орден Ленина (21 ноября 1944) — за многолетнюю плодотворную работу в области экономических наук и успешную научно-педагогическую деятельность
- Орден Ленина (1953)
- Орден Ленина (5 ноября 1959)
- Орден Трудового Красного Знамени (10 июня 1945)[12]
- Медаль «За доблестный труд в Великой Отечественной войне 1941—1945 гг.» (1945)[12]
- Премия имени В. И. Ленина (1935) — за книгу «Новые явления в мировом экономическом кризисе» (М., 1934)[24][25]
- Ленинская премия (1963) — за научную разработку проблем современного капитализма, изложенную в книгах: «Основные вопросы экономики и политики империализма (после Второй мировой войны)» (1957), «Капитализм XX века» (1961), «Современный капитализм и экономические кризисы» (1962) и других работах
- Почётный член Венгерской академии наук (1955)[12]

## Труды
- Проблемы экономической политики при пролетарской диктатуре. — Пер. с нем. под ред. Г. И. Крумина. — [Москва]: Государственное издательство, 1922. — 145 с.
- Кризис мирового капиталистического хозяйства. — М., 1923.
- Закат империализма. — М., 1923.
- Мировая экономика и мировой кризис. — М., 1925.
- Экономика капитализма в период заката после стабилизации. — М., Л. 1928.
- Мировой экономический кризис. — М.: Госиздат РСФСР «Московский рабочий», 1930. — 173 с.
- Проблема «организованного капитализма». — М.: Госиздат РСФСР Московский рабочий, 1930. — 28, [3] с.
- Исторические корни особенностей германского империализма. — М., 1946.
- Изменения в экономике капитализма в итоге второй мировой войны. — М., 1946.
- Основные вопросы экономики и политики империализма (после второй мировой войны). — 2 изд., М., 1957.
- Капитализм двадцатого века. — М.: Госполитиздат, 1961. — 148 с.
- Очерки по проблемам политэкономии капитализма. — М.: Политиздат, 1964. — 383 с.
- Избранные произведения: Начало общего кризиса капитализма. Экономические кризисы. Капитализм после Второй мировой войны (в 3-х томах). — М., 1974.

## «Предсмертные записки»
- Вскрыть через 25 лет // Политические исследования. — 1991. — № 2—3.
- Г. Н. Поспелов(реальный автор)Завещание академика Варги: Российский путь перехода к социализму и его результаты // Скепсис. Опубликовано в 1968 году в журнале «Грани» № 68 стр. 137—156, № 69 стр. 134—153 за авторством Евгения Варги.

## Память
- В районе Тёплый Стан, ЮЗАО г. Москвы в память Е. С. Варги названа улица. На доме 11 по Ленинскому проспекту, где он последние десять лет жил и работал, установлена мемориальная доска.
- Российская академия наук учредила премию имени Е. С. Варги — за лучшие научные работы в области мировой экономики.

## Комментарии
1. ↑  «А когда возглавляемый им Институт мирового хозяйства и мировой политики АН СССР в закрытом порядке подготовил и представил наверх документ, в котором предлагалось сосредоточить усилия на внутреннем укреплении страны и воздержаться от расширения советской сферы влияния в Европе, дабы избежать конфронтации с Западом, которую Советский Союз может не выдержать, Е. Варга был снят с должности директора института, издания его прекращены, а сам институт закрыт»[13]
2. ↑  Н. П. Фарберов в своём докладе «Общественное устройство стран народной демократии» (1949) подверг критике утверждения академика Е. С. Варга, характеризовавшего в своей работе «Изменения в экономике капитализма в итоге второй мировой войны» государственную собственность стран народной демократии как собственность государственно-капиталистическую. Эта характеристика неправомерно игнорирует то важнейшее обстоятельство, что в странах народной демократии на государственных предприятиях представлены не два класса, а один рабочий класс, владеющий совместно со всеми трудящимися основными орудиями и средствами производства[14]
3. ↑  Варга Евгений Самойлович (1879, Венгрия — 1964) Академик-экономист. Член АН СССР и АН УССР. В 1967 в самиздате появилась работа «Российский путь перехода к социализму и его результаты», в которой резко критиковалась экономическая система СССР. Эта работа получила название «Завещание академика Варги». В 1994 стало известно, что этот текст принадлежит профессору Московского государственного университета Г. Н. Поспелову[16].